# Антиматеріальна бомба
Антиматеріальна бомба — бомба, що використовує антиматерію як джерело живлення. Це найпотужніша бомба, яку теоретично можна створити. Головна складність у створенні такої бомби полягає у надзвичайно високій вартості антиматерії (оцінюється в 6 мільярдів доларів США за кожні 100 нанограмів).
Перевага такої теоретичної зброї полягає в тому, що при зіткненні антиматерії і матерії вивільняється енергія, яка дорівнює сумарній масі обох, яка як мінімум на два порядки перевищує виділення енергії найефективнішої термоядерної зброї (100 % проти 0,4-1 %). Анігіляція перетворює абсолютно рівні маси антиматерії і матерії шляхом зіткнення, в результаті якого вивільняється вся маса-енергія обох, яка для 1 грама становить ~ 9×1013 джоулів, тоді як еквівалент 1 кілотонни тротилу = 4,184×1012 джоулів (або один трильйон калорій енергії). Тобто антиматеріальна бомба вагою 1 грам дає 21,5 кілотонни енергії в еквіваленті (стільки ж, скільки атомна бомба Товстун, скинута на Нагасакі в 1945 році). Антиматеріальна бомба вагою 1 тонну дає 21,5 тис. мегатонни енергії, що більше ніж потужність усіх атомних бомб на землі разом узятих.